# 제프리 블레이크
제프리 블레이크(Geoffrey Blake, 1962년 8월 31일 ~ )는 미국의 배우, 성우, 사진가이다.
볼티모어에서 태어났다.

## 출연 작품

### 영화
- 키스 미 (2015년)
- 에이전트 X (2015년)
- 더 이벤트 (2010년) - 피터 역
- 프로스트 VS 닉슨 (2008년) - 인터뷰 연출자 역
- 라이드 오어 다이 (2003년)
- 애인 없는 세상 (2002년)
- 레이티드 X (2000년)
- 캐스트 어웨이 (2000년) - 메이나드 그레이엄 역
- 헤븐 오어 베가스 (1999년)
- 더 플라이트 (1998년)
- 마이티 조 영 (1998년)
- 왝 더 독 (1997년)
- 콘택트 (1997년) - 피셔 역
- 워 앳 홈 (1996년)
- 어둠 속의 천사 (1996년)
- 도미니언 (1995년)
- 여자의 용기 (1994년)
- 필라델피아 특명 2 (1993년)
- 푸른 골짜기 (1993년)
- 음모의 노출 (1991년)
- 크리터스 3 (1991년)
- 분노의 부정 (1990년)
- 궁둥이에 총을 쏜 남자 (1990년)
- 제로지대 (1989년)
- 영 건 (1988년) - 맥클로스키 역
- North Beach and Rawhide (1985)
- 시크릿 어드마이어 (1985년) - 리카도 역

### 텔레비전
- 레니게이드 (1993-96)
- 에이리언 네이션 - TV 시리즈 (1989-90, Alien Nation)
- CSI: 과학수사대 (2000-09)
- 텍사스 라이징 (2015, Texas Rising)